# Романтика рельсов
Романтика рельсов (яп. ロマネスク鉄道, англ. Rail Romanesque) или Романская железная дорога — аниме в жанрах повседневность, фантастика, гарем.

## Сюжет
Долгое время в стране Хинамото самым главным видом транспорта были поезда. Каждый локомотив был соединен с модулем управления гуманоидами, так называемым Рейлордом, который помогал машинисту поезда. Однако многие железнодорожные линии были закрыты из-за растущей популярности «аэрокрафтов», воздушного транспорта, более удобного и безопасного. А железные дороги и Рейлорды погрузились в глубокий сон.

## Персонажи
- Какаа — Рельсоид состава ДэХа 101. Электропоездов Дзёсю
- Сироганэ — Рельсоид состава EF 10 23 Ж/д Каимон
- Ран — Рельсоид состава D51 840 Ж/д Такадзаки
- Курэнай — Рельсоид состава КиХа 101 Ж/д Хисацу Микан
- Кико — Рельсоид состава Ходзи 6016 Ж/д Нагоя
- Риико — Рельсоид 5-го локомотива Ж/д Тобу
- Иё — Рельсоид состава Ко Тип 1 Модель 1 Ж/д Иёкан
- Суйка — Рельсоид состава Тофуку 4 2000 Ж/д Тюгоку